# Seahorse
Seahorse è un'applicazione per GNOME per la gestione di chiavi crittografate PGP e SSH.

## Caratteristiche
Seahorse si integra nel file manager Nautilus, in gedit ed Evolution permettendo agevolmente la crittografia, la decrittazione e varie altre operazioni sui file da ciascuno di questi programmi. Supporta i key server HKP e LDAP.
Il programma è basato su GNU Privacy Guard (GPG) ed è rilasciato con una licenza GNU General Public License.

## Sviluppo
Lo sviluppo e la manutenzione del programma sono stati curati da:
- Jean Schurger
- Jose C. García Sogo (0.5.x)
- Jacob Perkins (0.6.x - 0.7.3)
- Nate Nielsen (0.7.4 - present)